# Agnieszka Matysiak
Agnieszka Matysiak (ur. 1965 w Tomaszowie Mazowieckim) – polska aktorka, reżyserka dubbingu.

## Życiorys
W 1991 ukończyła wrocławski wydział PWST w Krakowie. 21 czerwca 1991 zadebiutowała na scenie Operetki Wrocławskiej w musicalu Skrzypek na dachu autorstwa Jerry’ego Bocka wcielając się rolę Cejtł.
Współpracowała z kabaretem „Elita” i Studiem 202. Występowała w skeczach „Praca młodej dziennikarki” oraz „Chłop i baba”. Zagrała także w serialu Chłop i baba z udziałem członków „Elity”.
Zamężna z aktorem i piosenkarzem Arkadiuszem Jakubikiem.

## Teatr
- Operetka Wrocławska: 1991
- Operetka Warszawska: 1993
- Teatr Dramatyczny im. Jana Kochanowskiego w Opolu: 1993−1994
- Teatr Muzyczny Roma w Warszawie: 1994 i 2002
- Teatr Polski w Szczecinie: 1995
- Teatr Polski we Wrocławiu: 1996–1997
- Teatr Rampa na Targówku w Warszawie: 1998−1999 i 2004
- Teatr Off w Warszawie (?): 2001

## Filmografia
- 1994: Polska śmierć – dziennikarka Anna
- 1997–2006: Klan –
  - kobieta na placu zabaw,
  - redaktor naczelna Gazety Brukowej
- 1998: Liceum czarnej magii – żona dyrektora
- 2000: Sezon na leszcza – kasjerka w banku
- 2000−2001: Chłop i baba – Jadwiga Pętosiowa
- 2004: Wesele – ciotka Hela
- 2005: Zakręcone – Anastazja Wróbel (odc. 12)
- 2009: Dom zły – kobieta w chustce
- 2010: Prosta historia o miłości – scenarzystka Agnieszka
- 2014: Małe stłuczki – mama Asi
- 2018: Kler – Jukunda (matka przełożona ośrodka wychowawczego)

## Reżyseria dubbingu
- 2014: Sekrety morza
- 2014: Clarence
- 2011: Happy Feet: Tupot małych stóp 2
- 2011: Generator Rex
- 2011: Harry Potter i Insygnia Śmierci, Część II
- 2010: Harry Potter i Insygnia Śmierci, Część I
- 2010: Różowa Pantera i przyjaciele
- 2009: Harry Potter i Książę Półkrwi
- 2008: Niezwykłe przypadki Flapjacka
- 2008: Speed Racer
- 2007: S.A.W. Szkolna Agencja Wywiadowcza
- 2007: Przygody Sary Jane
- 2007: Złoty kompas
- 2007: Harry Potter i Zakon Feniksa
- 2006: Epoka lodowcowa 2: Odwilż
- 2006–2007: Klasa 3000
- 2005: Lars i mały niedźwiadek
- 2005: Harry Potter i Czara Ognia
- 2004: Scooby-Doo 2: Potwory na gigancie
- 2004: Ekspres polarny
- 2004: Harry Potter i więzień Azbakanu
- 2003: Dobry piesek
- 2002–2005: Mucha Lucha
- 1997: George prosto z drzewa
- 1976–1978: Jabberjaw

## Dubbing
- 1983–1985: Malusińscy
- 1985–1988: Troskliwe misie
- 1988: Oliver i spółka – Rita
- 1988: Mój sąsiad Totoro – Mei Kasakabe
- 1989: Wszystkie psy idą do nieba
- 1990: Przygody Syrenki – Hedwiga
- 1997–1998: Przygody Olivera Twista
- 1998: Księżniczka łabędzi III: Skarb czarnoksiężnika – Zelda
- 1998–2004: Atomówki – Staruszka
- 1998–2001: Blokersi
- 1999–2002: Chojrak – tchórzliwy pies –
  - Gertruda, ciocia Muriel,
  - Duch wdowy,
  - Matka piskląt,
  - Nauczycielka perfekcji
- 1999–2000: Mike, Lu i Og
- 2001: Zakochany kundel II: Przygody Chapsa – Ruby
- 2001–2007: Mroczne przygody Billy’ego i Mandy – bibliotekarka
- 2001–2002: Titeuf – nauczycielka
- 2001–2003: Aparatka –
  - Bitzy,
  - Miranda
- 2001: Black & White – Sable
- 2002: Neverwinter Nights – Lady Aribeth de Tylmarande
- 2002–2005: Mucha Lucha – Dyrektorka szkoły
- 2003: Dziewczyny i miłość – Panna Handerson „Smoczyca”
- 2003: Gdzie jest Nemo? – Malina
- 2003: Dobry piesek – Mama Owena
- 2003: Neverwinter Nights: Hordes of the Underdark –
  - Święta Aribeth,
  - Mroczna Aribeth
- 2003: Gdzie jest Nemo? – Malina
- 2004: Harry Potter i więzień Azbakanu – gadające breloczki
- 2004: Scooby-Doo 2: Potwory na gigancie
- 2004: Troskliwe misie – Podróż do krainy Chichotów
- 2004: Dom dla Zmyślonych Przyjaciół pani Foster – Księżna
- 2004–2006: Świat Todda
- 2004: Atomowa Betty –
  - Nauczycielka,
  - Masticula
- 2005: Mój partner z sali gimnastycznej jest małpą –
  - Pani Kameleon,
  - Pani Guziec (odc. 1-30, Film Wycieczka edukacyjna)
- 2006: Happy Wkręt – Wróżka
- 2006: Sezon na misia – Skunksica Maria
- 2006: Sposób na rekina – Perła
- 2007: Złoty kompas – Stelmaria
- 2007: Film o pszczołach – Janet Benson
- 2007: Niezły kanał – Iwona
- 2007: George prosto z drzewa
- 2007–2011: Przygody Sary Jane – Pani King
- 2007: Sam & Max: Sezon 1 – Pani Reżyser
- 2008: Disco robaczki – Kadrowa Danuta
- 2010: Shrek Forever – Griselda
- 2010: Sezon na misia 3 – Maria
- 2010: Legendy sowiego królestwa: Strażnicy Ga’Hoole
- 2010: Mass Effect 2 – Samara
- 2010: Różowa Pantera i przyjaciele
- 2010: Arcania: Gothic 4 –
  - Semele,
  - Liesela,
  - Alma,
  - Liuven
- 2011: Rango
- 2011: Kot w butach – Jill
- 2011–2014: Nadzdolni – Susan Skidmore
- 2011: Wiedźmin 2: Zabójcy królów – Garwena
- 2011: Crysis 2 – Tara Strickland
- 2011: The Elder Scrolls V: Skyrim –
  - Faleen,
  - Utgerd Nieugięta,
  - Adelasia Vendicci,
  - Adrianne Avenicci
- 2012: Lorax – Mama Teda
- 2012: Hotel Transylwania – Eunice
- 2012: Madagaskar 3 – Dubois
- 2012: Diablo III – Pani Bólu
- 2013: Rycerz Blaszka. Pogromca smoków – Gruba Dama
- 2014: Diablo III: Reaper of Souls – Barbarzynka
- 2017: Pamiętnik Chrumasa –
  - mama Uchola
  - mama Chrumasa
- 2021: Potężne kaczory: Sezon na zmiany – Roberta[6]

## Dyskografia
- Nick Cave i przyjaciele W moich ramionach
  - Śpiew w utworze Deszczowy klaun

## Nagrody
- 1992 – Grand Prix na Europejskim Festiwalu Piosenki Aktorskiej w Châteauroux[1]
- 1994 – list gratulacyjny wojewody opolskiego
- 1994 – Nagroda aktorska I stopnia za rolę Edith w musicalu Piaff na deskach Teatru im. Jana Kochanowskiego w Opolu podczas XXXIV Kaliskich Spotkań Teatralnych[1]
- 1995 – Złoty Laur „Przekroju” (50-lecie czasopisma) za występ w spektaklu Piosenki spod Wieży Eiffla[1]
- 1995 – Nagroda Estrady Dolnośląskiej[1]